# Brent Antonello
Brent Antonello' (Fort Lauderdale, 25 augustus 1989) is een Amerikaans acteur. Hij is het meest bekend van zijn rol als rechercheur Jamie Whelan in de televisieserie Law & Order: Organized Crime (2022-2023).

## Filmografie

### Films
Uitgezonderd korte films.
- 2022 A Jazzman's Blues - als John Clayton
- 2017 A Lover Betrayed - als Conall Winters

### Televisieseries
- 2022-2023 Law & Order: Organized Crime - als rechercheur Jamie Whelan - 21 afl.
- 2023 Law & Order: Special Victims Unit - als rechercheur Jamie Whelan - 1 afl.
- 2022 Pam & Tommy - als Wayne - 1 afl.
- 2018 Dynasty - als Hank Sullivan - 8 afl.
- 2014-2018 Hit the Floor - als Jude Kinkade - 31 afl.
- 2017 S.W.A.T. - als Cash - 1 afl.
- 2014 Castle - als Luca Tessaro - 1 afl.
- 2013 Apex - als Lucas - 1 afl.